# Kanton Retournac
Retournac is een voormalig kanton van het Franse departement Haute-Loire. Het kanton maakte deel uit van het arrondissement Yssingeaux. Het werd opgeheven door het decreet van 17 februari 2014, met uitwerking op 22 maart 2015. De gemeenten werden toegevoegd aan het kanton Bas-en-Basset.

## Gemeenten
Het kanton Retournac omvatte de volgende gemeenten:
- Retournac (hoofdplaats)
- Saint-André-de-Chalencon
- Solignac-sous-Roche